# Двигатель Toyota FZ
Toyota FZ — 24-клапанный, 4,5-литровый (4477 см3) рядный шестицилиндровый бензиновый двигатель внутреннего сгорания, производившийся компанией Toyota с 1993 по 2008 год. Устанавливался на спортивно-утилитарные автомобили ввиду большого объёма, плавности хода, прочности и крутящего момента.

## Технические характеристики
Объём двигателя Toyota FZ составляет 4,5 л (4477 см3), а диаметр цилиндра и ход поршня — 100 × 95 мм. Степень сжатия 9,0:1. В головке блока цилиндров для экономии топлива содержатся узкоугольные верхние распределительные валы. Двигатель выпускался в модификациях 1FZ-F и 1FZ-FE. 1FZ-F питается от карбюратора, а 1FZ-FE — от инжектора.
1FZ-F выдавал мощность 140 кВт (188 л. с.) при 4400 об/мин и крутящий момент 363 Н⋅м при 2800 об/мин, а 1FZ-FE выдавал мощность 158 кВт (212 л. с.) при 4600 об/мин и крутящий момент 373 Н⋅м при 2200 об/мин.
В 1998 году двигатель 1FZ-FE был модернизирован за пределами США. Мощность увеличилась до 179 кВт (240 л. с.) при 4600 об/мин, а крутящий момент — до 407 Н⋅м при 3600 об/мин. Октановое число 91 без каталитического нейтрализатора.
На вилочные погрузчики 7FG/7FZ устанавливалась версия с пониженным энергопотреблением на сжиженном природном газе — 1FZ-E. Его мощность 63 кВт (84 л. с.) при 2350 об/мин, а крутящий момент — 294 Н⋅м при 1200 об/мин.

## Устанавливался на
- 1992—2009 Toyota Land Cruiser (FZJ7x)
- 1992—2007 Toyota Land Cruiser (FZJ80)
- 1998—2007 Toyota Land Cruiser (FZJ100, FZJ105)
- 1995—1997 Lexus LX 450 (1FZ-FE)
- Toyota 5FG/5FD
- Toyota 7FG/7FD